# Godknows Murwira
Godknows Murwira (ur. 4 lipca 1993 w Buherze) – zimbabwejski piłkarz grający na pozycji prawego obrońcy. Od 2019 jest zawodnikiem klubu Dynamos FC.

## Kariera klubowa
Swoją karierę piłkarską Murwira rozpoczął w klubie Shabanie Mine FC. W 2012 roku zadebiutował w jego barwach w pierwszej lidze. W 2013 roku grał w klubie Monomotapa United, a w 2014 roku wrócił do Shabanie Mine FC. W latach 2015–2016 był zawodnikiem Dynamos FC, z którym w 2015 roku został wicemistrzem Zimbabwe. W latach 2017–2018 był piłkarzem Ngezi Platinum FC. W 2018 roku został z nim wicemistrzem kraju. W 2019 roku grał w FC Platinum, z którym sięgnął po mistrzostwo kraju. W połowie 2019 wrócił do Dynamos FC.

## Kariera reprezentacyjna
W reprezentacji Zimbabwe Murwira zadebiutował 26 marca 2017 w zremisowanym 0:0 towarzyskim meczu z Zambią, rozegranym w Harare. W 2022 roku został powołany do kadry na Puchar Narodów Afryki 2021. Na tym turnieju rozegrał jeden mecz grupowy, z Gwineą (2:1).